# Insula Cornwall, Canada

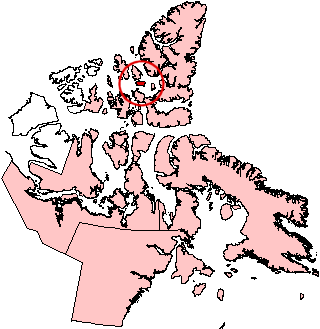
Localizarea insulei Cornwall în nordul Canadei

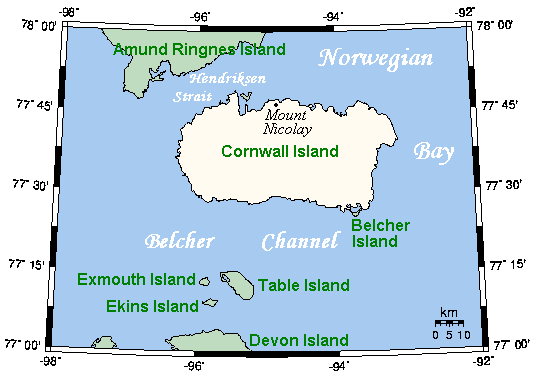
Insula Cornwall şi împrejurimile sale

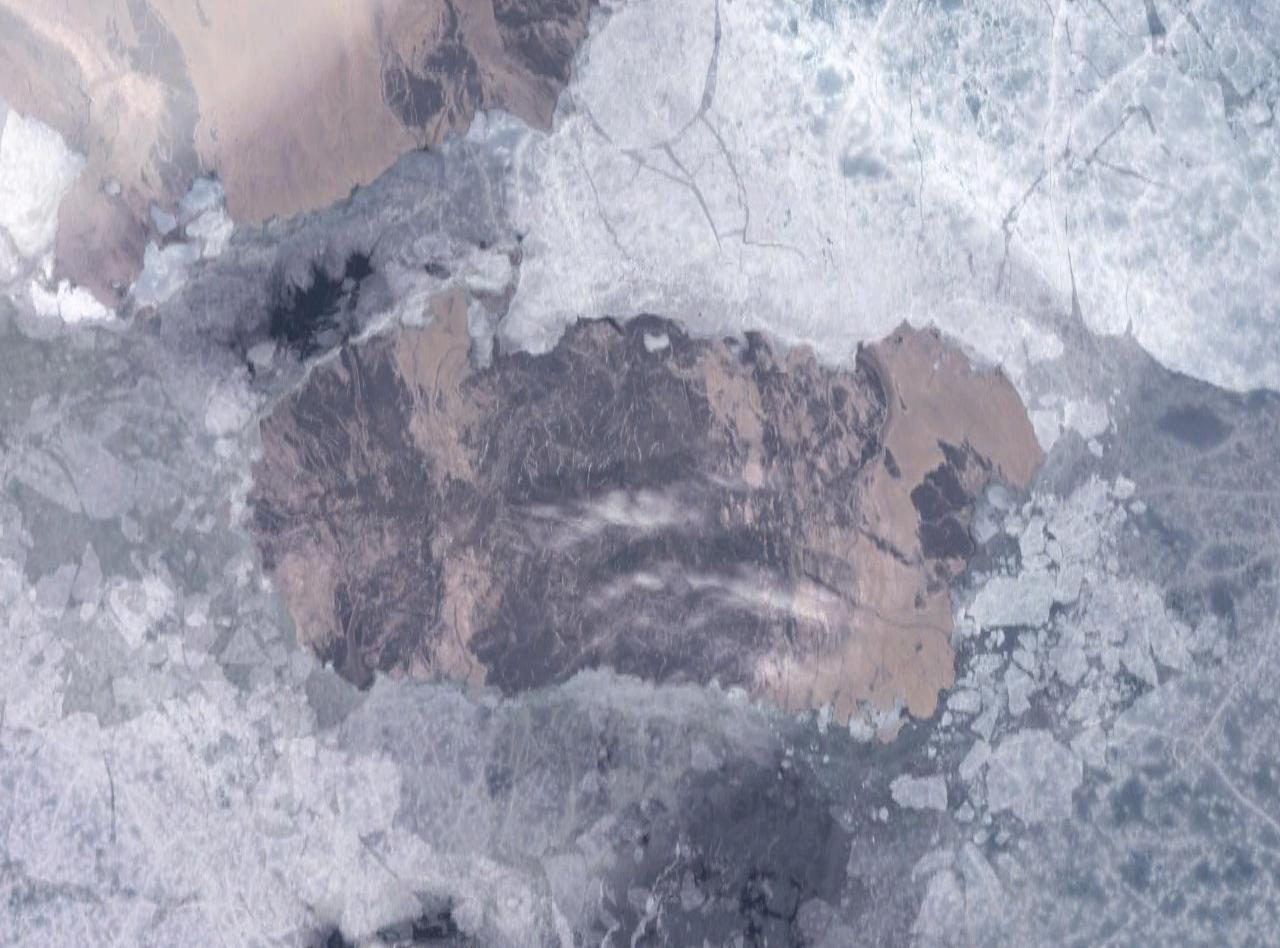
Imagine din satelit a insulei Cornwall

Insula Cornwall este o insulă nelocuită din Arhipelagul Arctic Canadian, făcând parte din punct de vedere administrativ din regiunea Qikiqtaaluk a teritoriului Nunavut din Canada. Cu o suprafață de 2358  km2  ocupă locul 183 în lume și locul 33 în Canada.
Insula se află în zona marină numită Golful Norvegian din sud-vestul insulei Ellesmere și este separată la nord de insula Amund Ringnes prin strâmtoarea Hendriksen iar la sud de peninsula Grinell din nord-vestul insulei Devon prin canalul Belcher.
Insula Cornwall are o formă aproximativ rectangulară, cu o lungime de cca. 90 km și o lățime de 30 km. Din punct de vedere al reliefului, ea poate fi împărțită de la est la vest în trei sectoare, sectoarele laterale cuprinzând câmpii relativ joase, cu înălțimi de 10-50 m, iar sectorul central zone mai înalte, cu altitudini de 75-200 m. Cel mai înalt punct de pe insulă este Mount Nicolay cu 350 m, pe coasta nordică.
Insula a fost descoperită de Sir Edward Belcher în data de 30 august 1852 și numită în onoarea lui Edward, prinț de Wales și duce de Cornwall (și ulterior rege al Marii Britanii ca Eduard al VII-lea).